# Rosengaarde
Rosengaerde is een buurtschap in de gemeente Dalfsen in de Nederlandse provincie Overijssel. Het ligt 1 kilometer ten noordwesten van Dalfsen, en 500 meter van de tussengelegen kern Ankum. Rosengaarde ligt direct aan de Provinciale weg N340 (Hessenweg) van Zwolle naar Ommen. In Rosengaerde is de Rosengaardeweg gelegen, een onverharde laan in een bosstrook van 21 hectare groot. Het gebied is naar het noorden omgeven door agrarisch landschap.

## Oorsprong
Rosengaerde (Rosengaerde) vindt zijn oorsprong in de Rosengaerdermarke, een gebied dat zich uitstrekte van de Vecht tot in het veen in het noorden. Deze marke is in 1416 ontstaan uit een verpachting door de Bisschop van Utrecht op basis van het toen gangbare tiendensysteem. Een deel van de gronden bleven onder de bisschop, waardoor hij een groot stemrecht behield in de eigenarenvergadering, de Markewillekeur. De eigenaren (de Marken) kwamen met regelmaat bijeen in ’t Roode Hart (het huidige Roode Hert) om te spreken over gebruik en herverdeling. De Markenrichter gaf als voorzitter van het eigenarenbestuur leiding aan dit proces.

### De Marke Rosengaerde
Uit verslaglegging uit 1481 blijkt dat vier buurtschappen tot deze marke behoorden. Ankhem (Ankum), Gerner, Welshem (Welsum) en Oesterdalfsen (Oosterdalfsen) werden rond 1400 bevolkt door gezamenlijk 100 voornamelijk in boerderijen wonende gezinnen. Tussen deze buurtschappen lagen plassen en moerassen ontstaan door ontvening of overstroming van de rivier de Vecht. De ‘gemheene’ gronden Olde en Nije Rosegaerden maakten onderdeel uit van de Rosengaerdemarke, waren ter algemeen nut beschikbaar en behoorden derhalve aan niemand toe. Op deze gronden waren vooral keuterboeren actief. De markengronden, waartoe ook de Wester en Oester Hoijslage en de tussenliggende Hoeven behoorden, bestonden hoofdzakelijk uit weiland en op zandgrond of veen rustende heidevelden. Men dreef er koeien, varkens en schapen en er werden ganzen gehouden. Het land bracht haar bewoners vooral turf, stobbenhout, kaphout en plaggen. Verderop, aan de Vecht, was recent het kerkdorp Dalfsen ontstaan.

## Ontstaan Rosengaardeweg
In de zestiende en zeventiende eeuw ontwikkelt het Roode Hert zich als een pleisterplaats voor veehandelaren die zich met hun dieren langs de Hessenweg verplaatsen. Hessenweg is een algemene benaming van een intensief gebruikte handelsroute, waarvan er vele in Nederland bestaan. Ten tijde van het ontstaan van de Rosengaerdermarke in 1416 heette de huidige N340 nog de Rosegaerder Steghe. Achter het Roode Hert wordt in 1764 het recht vergund om een perceel bos bestaande uit eikenhout en een rij essen van 50 bij 116 schreden (maateenheid) te verbouwen. Hier is toen de huidige Rosengaardeweg ontstaan, een groene laan haaks gelegen op de Hessenweg. Het bosgebied toen was een keer breder dan het nu nog is.

## Overgang bestuur
Al in 1481 is in een verslag van de Markewillekeur te lezen dat iemand is aangesteld om overstroming van de Vecht tegen te gaan. Desondanks werd het gebied veel geplaagd door overstromingen als gevolg van dijkdoorbraken. Pas in 1804 wordt een reglement goedgekeurd dat als basis kon dienen voor een structureel dijkbestuur. In de achttiende en negentiende eeuw wordt de Rosengaerdermarke met regelmaat herverkaveld waarbij een steeds kleiner aantal welvarende eigenaren overblijft. Sinds de Middeleeuwen bevinden zich hier ook notabelen en geestelijken uit Zwolle onder, en diverse landheren uit de omgeving van Dalfsen. Naast het dijkbeheer werden ook andere voorzieningen als onderwijs, bruggen, grondwaterbeheer, brandweer en belastingen overgedragen naar gemeente-, kerk- en waterschapsbestuur. Inhoudelijk viel er steeds minder te besturen door de jaarlijkse eigenarenvergadering, de Markewillekeur. Op 26 juli 1866 werd de Rosengaerdermarke door de eigenaren ontbonden waarmee het gebied volledig in het kader van de gemeentewet onder het bestuur van de gemeente Dalfsen werd gebracht.
Hoofdplaats: Dalfsen      Dorpen: Ankum · Hoonhorst · Lemelerveld · Nieuwleusen · Oudleusen

Buurtschappen: Broekhuizen · Dalfserveld · Dalmsholte (deels) · De Marshoek · De Meele · Den Hulst · Emmen · Engeland · Gerner · Hessum · Holt · Lenthe · Mataram · Millingen · Ooster-Dalfsen · Oudleusenerveld · Rechteren · Rosengaarde · Ruitenveen · Slennebroek · Strenkhaar · Vennenberg · Welsum

Voormalige gemeenten: Nieuwleusen

Overijssel · Steden en dorpen in Overijssel      Nederland · Provincies · Gemeenten